# Vajmarski ustav
Vajmarski ustav je bio ustav Vajmarske Republike i ujedno prvi demokratski Ustav Nemačke. Ustav je bio osnova parlamentarne, demokratske i federativne Republike.
Tvorcem Vajmarskog ustava smatra se Hugo Prajs, tadašnji ministar unutrašnjih poslova, inače profesor ustavnog prava.
Neki članovi tog Ustava su i danas sadržani u Ustavu Nemačke.

## Istorija
10. novembra 1918. godine došlo je do kapitulacije Nemačke. Iste godine u Nemačkoj izbija revolucija. U takvim uslovima Nemačko carstvo je palo novembra 1918, a istog dana je proglašena Republika. Ubrzo su raspisani izbori za ustavotvornu skupštinu. Rasprava o novom ustavu ubrzo je počela i on je donesen 11. avgusta 1919. godine. 
To je bio Vajmarski ustav. Nemačka je postala parlamentarna republika, organizovana na federativnom principu, s tim da u ustav Rajha ulazi sedamnaest zemalja. Državnu vlast na nivou Rajha vrše organi Rajha. Rajhstag (Narodna skupština) sačinjavaju poslanici koji predstavljaju ceo narod. Oni nisu bili vezani mandatom. 
Predsednika republike bira celi narod na sedam godina. On ima velika ovlašćenja. Njega po potrebi zamenjuje kancelar. Vladu čini kancelar sa ministrima. Državno veće (Bundesrat) sačinjavaju predstavnici nemačkih zemalja, prema njihovoj veličini. U drugom odeljku Vajmarskog ustava govori se o osnovnim pravima i dužnostima Nemaca, o društvenom životu, religiji i verskim zajednicama, obrazovanju i školama, privrednom životu. 
Ističe se jednakost pred zakonom, da je sloboda osobe neprikosnovena, a da je svako ograničenje ili ukidanje individualne slobode od organa javne vlasti moguće samo na temelju zakona; Da se za krivično delo može izreći kazna samo ako je u zakonu bilo predviđeno pre nego što je bilo učinjeno (nullum crimen nulla poena sine lege) i tako dalje. 
Najzačajnijim delom Vajmarskog ustava smatraju se odredbe o pravima i dužnostima građana, koje sadrže neke značajne novine kao npr. odredba o zaštiti majke i deteta, zbrinjavanje vanbračne dece ili recimo pravo na nedeljni odmor, zaštita rada, pravo na rad i sl. Najznačajnija novina vezana je za privatnu svojinu, gde se ona više ne smatra nečim svetim i neotuđivim, već pravom koje mora biti ostvarivano u skladu sa opštedruštvenim interesima.
Vajmarski ustav je bio vrlo liberalan, ostao je na snazi do dolaska Adolfa Hitlera na vlast 1933. godine.
Prema članu 48. Vajmarskog ustava, šef države ima ustavne mogućnosti da zavede diktaturu. Tako u slučaju izvanrednog stanja, on je mogao da suspenduje korišćenje gotovo svih građanskih prava, i da mandat za sastav vlade poveri licu koje ne mora da uživa poverenje većine u parlamentu. Koristeći se tom odredbom, Hitler je došao na vlast.

## Literatura
Mihael Antolović, "'Nemačka Republika je najdemokratskija demokratija na svetu' - prilog istoriji ustavnog uređenja Vajmarske Republike", Istraživanja, br. 22 (2011), pp. 381–398.